# 上殿駅
上殿駅（かみとのえき）は広島県山県郡戸河内町中央（現在の山県郡安芸太田町上殿）に存在した西日本旅客鉄道（JR西日本）可部線の駅（廃駅）である。可部線非電化区間（可部 - 三段峡間）の廃線に伴い2003年（平成15年）12月1日に廃止された。
上殿駅と土居駅の間は国道191号と太田川に並行して線路を敷設することは容易な地形だったにもかかわらず、筒賀村民の強い要望もあって線路は南側に曲げられて山県郡筒賀村域を通過するように敷設されていた。

## 歴史

### 年表
- 1969年（昭和44年）7月27日：国鉄可部線 加計 - 三段峡間開通時に無人駅として開業[1]。旅客駅[2]。
- 1987年（昭和62年）4月1日：国鉄分割民営化によりJR西日本が継承[2]。
- 2003年（平成15年）12月1日：廃止。

### 駅名の由来
開設13年前の1956年（昭和31年）9月1日に戸河内町の一部になった駅付近の村の名前から。戸河内町になってからは中央・長田・箕角（）の3つの小字に分割されていたが、安芸太田町発足の際その3小字を再統合して上殿という大字が設定された。分割期（1956 - 2004年）においても上殿という地名は使われており、小学校や幼稚園の名前も上殿のままであった。

## 駅構造
単式ホーム1面1線のみを持つ地上駅。無人駅で駅舎はなく、線路の北側にあるホームの上に待合所があるだけであった。待合所の裏側（北側）の壁には「かみとのえき」と書かれていた。

## 駅周辺
付近には集落があった。駅の南側を国道186号（国道191号・国道434号重用）が通っている。以前は北側の道が国道186号だったが、廃止のちょうど1年前の2002年（平成14年）11月30日に駅の南側に国道186号のバイパスが開通し、旧道化した。
駅の南側、国道186号の更に南には中国自動車道戸河内ICがあり、戸河内IC出入口と国道186号・国道191号との交差点の南西角には道の駅来夢とごうちがある。
中国自動車道戸河内ICの更に南には太田川が流れており、そこで筒賀村方面から流れてきた支流の筒賀川と合流する。
- 広電バス・加計交通・三段峡交通・総合企画コーポレーション「上殿中央」停留所
- 上殿郵便局

## 現状

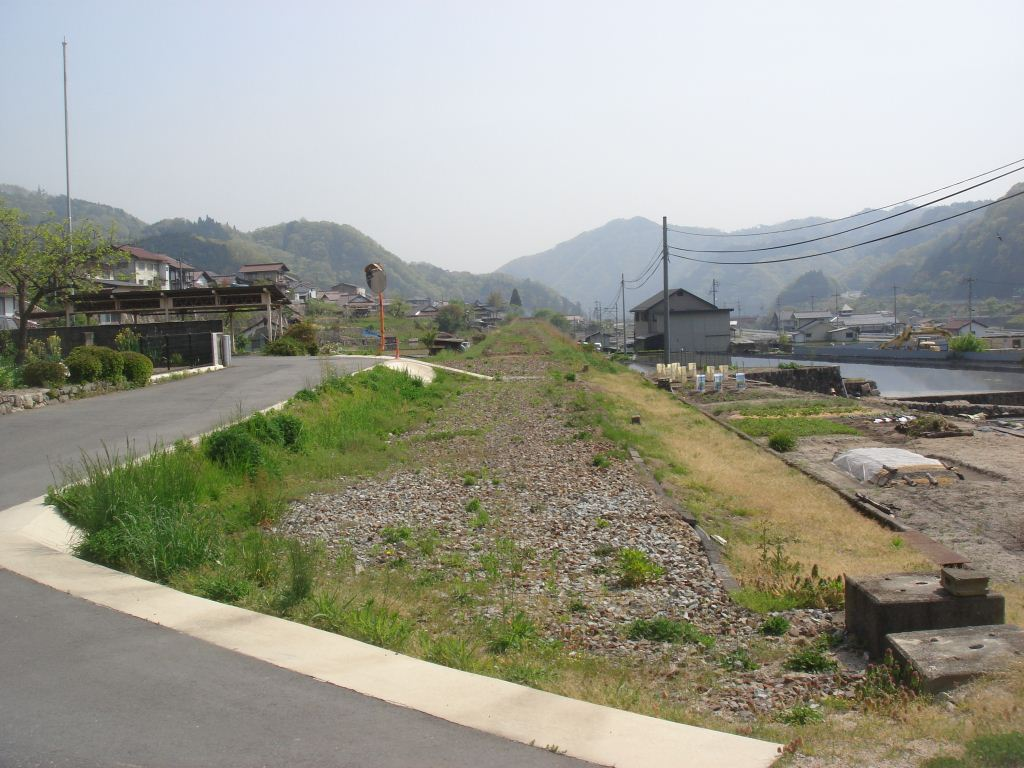
上殿駅跡（中央左の舗装道路のあたりにホームが設置されていた)

ホームや待合室などは跡形もなく撤去され、草地になっている。2023年12月現在、駅だったことを示す記念碑や看板等は何も設置されていない。

## 隣の駅
西日本旅客鉄道（JR西日本）
可部線
殿賀駅 - 上殿駅 - 筒賀駅